# Conus mamillaris
Conus mamillaris é uma espécie de gastrópode do gênero Conus, pertencente à família Conidae.